# Скотенюк Руслан Дмитрович
Русла́н Дми́трович Скотеню́к (31 серпня 1974 — 13 листопада 2015) — солдат Збройних сил України, учасник російсько-української війни.

## Життєпис
Народився 1974 року в селі Вовківці Хмельницької області; закінчив вовківецьку ЗОШ, потім — Грицівське сільськогосподарське училище № 38, здобув професію тракториста-машиніста. Протягом 1992—1994 років проходив строкову військову службу в лавах ЗСУ. По тому працював трактористом-машиністом в колгоспній спілці «Нива», останнім часом — в охоронних фірмах.
У березні 2015 року мобілізований; солдат, старший навідник мінометного взводу мінометної батареї 3-го механізованого батальйону, 14-та окрема механізована бригада.
13 листопада 2015-го загинув під час бойових сутичок в районі Мар'їнка — Курахове: на взводному опорному пункті зазнав вогнепального поранення, не сумісного з життям. Тоді ж загинули старший солдат Олег Романович, сержант Станіслав Осадчук та старший сержант Юрій Ясан.
20 листопада 2015 року похований в селі Вовківці Шепетівського району.
Без Руслана лишилися дружина та син Роман.

## Нагороди та вшанування
- 21 грудня 2015 року на будівлі вовківецького навчально-виховного комплексу відкрито меморіальну дошку Руслану Скотенюку
- У селі Вовківці у вересні 2016 року провели турнір з міні-футболу його пам'яті.[1]
- в Шепетівському краєзнавчому музеї йому присвячено експозицію[2]
- в селі Вовківці існує вулиця Руслана Скотенюка[3]
- Портрет героя встановлено на меморіалі "Стіна пам'яті полеглих за Україну" у Києві: секція 7, ряд 9, місце 41.
- 30 грудня 2020 року нагороджений посмертно кулоном-відзнакою "Батьківське серце"[4].